# Ilija Mugoša
Ilija Mugoša, črnogorski general, * 1918, † ?.

## Življenjepis
Leta 1939 je postal član KPJ. Med vojno je bil politični komisar v več enotah. Po vojni je bil med drugim načelnik uprave SSNO, direktor Direkcije vojaške industrije,...